# SS Great Eastern
O SS Great Eastern foi um navio de passageiros britânico construído pelos estaleiros da J. Scott Russell & Co. em Londres e projetado por Isambard Kingdom Brunel. Sua construção começou em 1854 e foi finalizada quatro anos depois, sendo a maior embarcação da história até então. O Great Eastern tinha uma capacidade de aproximadamente quatro mil passageiros e conseguia fazer uma viagem do Reino Unido até a Austrália sem reabastecer. Seu comprimento de 211 metros foi superado apenas em 1899 pelo RMS Oceanic, enquanto sua tonelagem de 18 915 t permaneceu como o recorde mundial até 1901 com o lançamento do RMS Celtic.
Brunel acabou morrendo em 1859, pouco depois de sua viagem inaugural em que uma de suas chaminés foi danificada por uma explosão. Depois dos reparos o Great Eastern lutou por vários anos para se manter como navio transatlântico até ser finalmente convertido em uma embarcação para colocar cabos telégrafos submarinos. Terminou sua carreira como casa de concertos flutuante e outdoor gigante, sendo finalmente desmontado em Liverpool entre 1889 e 1890.
Após seu sucesso como pioneiro em viagens a vapor para a América do Norte com o SS Great Western e o SS Great Britain, Brunel voltou sua atenção para um navio capaz de fazer viagens mais longas até a Austrália. Com uma capacidade planejada de 15 000 toneladas de carvão, o Great Eastern foi concebido como capaz de navegar da Grã-Bretanha a Austrália sem pegar carvão.
Brunel previu o navio como sendo capaz de monopolizar efetivamente o comércio com a Ásia e Austrália, fazendo viagens regulares entre a Grã-Bretanha, Trincomalee no Sri Lanka ou Austrália.
Em 25 de março de 1852, Brunel fez o esboço de um navio a vapor em seu diário e escreveu abaixo: "Digamos 600 pés x 65 pés x 30 pés" (180 mx 20 m x 9,1 m). Essas medidas eram seis vezes maiores em volume do que qualquer navio flutuando; um navio tão grande se beneficiaria de economias de escala e seria rápido e econômico, exigindo menos tripulação do que a tonelagem equivalente composta de navios menores. Embora Brunel tenha sido o pioneiro da hélice de parafuso em grande escala com SS Great Britain, ele não acreditava que fosse possível construir uma única hélice e eixo (ou, nesse caso, um eixo de remo) que pudesse transmitir a potência necessária para mover seu navio gigante na velocidade exigida.
Brunel mostrou sua ideia a John Scott Russell, um experiente arquiteto naval e construtor de navios. Scott Russell examinou o plano de Brunel e fez seus próprios cálculos quanto à viabilidade do navio. Calculou que teria um deslocamento de 20 000 toneladas e exigiria 8 500 cavalos (6 300 kW) para atingir 14 nós (26 km / h; 16 mph), mas acreditava que era possível.

### Construção e lançamento
Brunel firmou parceria com John Scott Russell, um experiente arquiteto naval e construtor de navios, para construir o Great Eastern. Foi o grande projeto final de Brunel, teve um derrame após ser fotografado em seu convés e morreu apenas dez dias depois, meros quatro dias após os primeiros testes de mar do Great Eastern. Sobre o navio, Brunel disse: "Nunca embarquei em qualquer coisa a que me dediquei tão inteiramente, e à qual dediquei tanto tempo, pensamento e trabalho, no sucesso do qual apostei tanta reputação. "
Great Eastern foi construído pelos Srs. Scott Russell & Co. de Millwall, Londres, a quilha sendo assentada em 1 de maio de 1854. Tinha 211 metros (692 pés 3 pol.) De comprimento, 25 metros (82 pés 0 pol.) De largura, com um calado de 6,1 metros (20 pés 0 pol.) descarregado e 9,1 metros (29 pés 10 pol.) totalmente carregado, e deslocados 32 000 toneladas totalmente carregados. Em comparação, o SS Persia, lançado em 1856, tinha 119 m (390 pés 5 pol.) De comprimento e uma viga de 14 m (45 pés 11 pol.). Inicialmente chamado de Leviatã, mas seus altos custos de construção e lançamento arruinaram a Eastern Steam Navigation Company e então ficou inacabado por um ano antes de ser vendida para a Great Eastern Ship Company e finalmente rebatizada de Great Eastern. Foi decidido que seria mais lucrativo na corrida Southampton - Nova York.
O casco era uma construção inteiramente de ferro, um casco duplo de ferro forjado de 19 milímetros (0,75 pol.) Em placas de 0,86 m (2 pés 10 pol.) Com nervuras a cada 1,8 m (5 pés 11 pol.). Suas cerca de 30 000 placas de ferro pesavam 340 quilogramas (1 ⁄ 3 toneladas longas) cada, e foram cortadas em moldes de madeira feitos individualmente antes de serem enroladas na curvatura necessária. Internamente, o casco foi dividido por duas anteparas longitudinais de 107 m (351 pés 1 pol.) De comprimento e 18 m (59 pés 1 pol.) De altura e outras anteparas transversais dividindo o navio em dezenove compartimentos. Great Eastern foi o primeiro navio a incorporar um casco de painel duplo, característica que não voltaria a ser vista num navio durante 100 anos, mas que mais tarde se tornaria obrigatória por razões de segurança. Para maximizar sua capacidade de combustível, o carvão armazenado foi colocado em um bunker ao redor de suas 10 caldeiras. Tinha propulsão a vela, remo e hélice. As rodas de pás tinham 17 m (55 pés 9 pol.) De diâmetro e a hélice de parafuso de quatro pás tinha 7,3 m (23 pés 11 pol.) De diâmetro. A energia vinha de quatro motores a vapor para as pás e um motor adicional para a hélice. A potência total foi estimada em 6 000 quilowatts (8 000 HP). Tinha seis mastros.

#### Lançamento
O Great Eastern foi planejado para ser lançado em 3 de novembro de 1857. O enorme tamanho do navio representava grandes problemas logísticos; de acordo com uma fonte, as 19 000 toneladas do navio (12 000 toneladas inertes durante o lançamento) fizeram dele o único objeto mais pesado movido por humanos até aquele ponto. Em 3 de novembro, uma grande multidão se reuniu para assistir o lançamento do navio, com notáveis presentes, incluindo o conde de Paris, o duque de Aumale e o embaixador siamês na Grã-Bretanha. O lançamento, no entanto, falhou, e o navio ficou preso nos trilhos de lançamento - além disso, dois homens foram mortos e vários outros feridos, levando alguns a declarar que o Great Eastern era um navio azarado. Brunel remarcou o lançamento para janeiro de 1858, na esperança de usar a maré na próxima tentativa de lançamento.
Antes do segundo lançamento, Brunel e os patrocinadores da Great Eastern reuniram um número significativo de correntes, macacos hidráulicos, aríetes hidráulicos e guinchos para ajudar no lançamento do navio. Ventos fortes impediram o lançamento do navio em 30 de janeiro, mas na manhã seguinte, uma nova tentativa lançou o navio com sucesso por volta das 10h00 da manhã.
Após seu lançamento, o Great Eastern passou mais 8 meses sendo equipado. No entanto, o custo do equipamento ($ 600 000) preocupou muitos investidores, que já haviam gasto quase $ 6 000 000 para construí-lo. Com a construtora já endividada, foram implementadas medidas de corte de custos; o navio foi removido do estaleiro de Russell e muitos investidores solicitaram que fosse vendido. Conforme relatado pelo Times, um investidor propôs abertamente que o navio fosse vendido à Marinha Real. Esses esforços tiveram sucesso misto, com o navio sendo vendido para uma nova empresa por £ 800 000, o que equivale a uma perda de $ 3 000 000 para os investidores da Eastern Steam Navigation Company. A nova empresa modificou partes do projeto de seu antecessor, principalmente cortando a capacidade de carvão do navio, uma vez que pretendia usar o navio para o mercado americano. A montagem foi concluída em agosto de 1859 e foi marcada com um banquete luxuoso para visitantes (que incluía engenheiros, acionistas, membros do parlamento, cinco condes e outros notáveis). No início de setembro de 1859, o navio zarpou de seu cais em direção ao canal, acompanhado por muitos espectadores. No entanto, ao largo de Hastings, sofreu uma enorme explosão de vapor (causada por uma válvula que foi deixada fechada por acidente após um teste de pressão do sistema) que matou cinco homens. Seguiu para Portland Bill e depois para Holyhead, embora alguns investidores afirmassem que mais dinheiro poderia ter sido feito se o navio tivesse permanecido como um "navio de exibição" para turistas no Tamisa. Great Eastern superou com sucesso a infame Tempestade de Carta Real, após a qual foi transferida para Southampton no inverno. O início de 1860 conduziu a uma nova mudança de propriedade, quando se constatou que a empresa proprietária estava muito endividada e o valor do navio desvalorizou-se pela metade. Essa revelação obrigou à renúncia do conselho de administração, que foi substituído por um terceiro grupo de acionistas controladores.
O navio foi recapitalizado para arrecadar US$ 50 000 adicionais. A nova diretoria estava determinada a terminar o navio, mas também apostou pesadamente em grandes lucros exibindo o navio nos portos da América do Norte. Para conseguir isso, a empresa jogou entre as principais cidades norte-americanas e canadenses, incitando-as a competir sobre qual cidade receberia o Great Eastern; a cidade de Portland, Maine (com investimento adicional da Grand Trunk Railroad) chegou a ponto de construir um píer de $ 125 000 para acomodar o navio. Em última análise, a cidade de Nova York - que rapidamente dragou um cais para ele ao lado de um cais de madeira - foi decidida como o primeiro destino do navio.
Depois de alguns atrasos, o Great Eastern iniciou sua viagem inaugural de onze dias em 17 de junho de 1860, com 35 passageiros pagantes, 8 passageiros não pagantes e 418 tripulantes. Entre os passageiros estavam dois jornalistas, Zerah Colburn e Alexander Lyman Holley. Sua primeira travessia ocorreu sem incidentes, e a navegabilidade do navio foi comprovada novamente quando sobreviveu facilmente a um pequeno vendaval. Great Eastern chegou a Nova York em 28 de junho e foi atracado com sucesso, embora tenha danificado parte de um cais. O navio foi recebido por muitas embarcações e dezenas de milhares de pessoas aglomerando-se para vê-lo. No entanto, as relações entre a tripulação e os nova-iorquinos começaram a azedar - o público ficou indignado com a taxa de entrada de US$ 1 (viagens de excursão semelhantes em Nova York cobravam 25 centavos) e muitos visitantes decidiram renunciar a visitar o navio. Great Eastern deixou Nova York no final de julho, levando várias centenas de passageiros em uma viagem de excursão para Cape May e, em seguida, para Old Point, Virgínia. No entanto, isso também levantou problemas, já que o navio não tinha provisões suficientes (um cano estourado em um depósito havia arruinado grande parte da comida do navio) para tornar a curta viagem confortável, enquanto os banheiros rudimentares do navio representavam um problema de saneamento. Ingressos duplicados foram vendidos para alguns beliches, famílias foram separadas e distribuídas em cabines designadas indevidamente e cinco policiais à paisana (colocados por Nova York para deter batedores de carteira) foram encontrados e perseguidos. Depois de chegar à Virgínia, o navio voltou para Nova York e de lá navegou para o sul novamente para um cruzeiro de excursão na baía de Chesapeake. O navio partiu para Annapolis, onde recebeu 5 000 toneladas de carvão da ferrovia Baltimore and Ohio. A Great Eastern permaneceu em Annapolis por vários dias, onde foi visitada por vários milhares de visitantes e pelo presidente James Buchanan. Durante a visita presidencial, um membro do conselho da empresa discutiu o envio do navio a Savanah para transportar o algodão do sul para as usinas inglesas, mas essa ideia nunca foi seguida.
Em seu segundo retorno a Nova York, a empresa decidiu partir dos Estados Unidos. Do ponto de vista financeiro, o empreendimento americano foi um desastre; o navio havia recebido apenas $ 120 000 contra uma sobrecarga de $ 72 000, enquanto a empresa esperava receber $ 700 000. Além disso, a empresa enfrentava um pagamento diário de juros de US$ 5 000, que devorava todos os lucros obtidos pelo navio. Na esperança de obter mais lucro antes de retornar à Grã-Bretanha, o navio partiu de Nova York em meados de agosto, com destino a Halifax com 100 passageiros. No entanto, ao se aproximar do porto, o navio foi saudado por um serviço de farol local, que foi autorizado por lei a cobrar um pedágio com base na tonelagem do navio - dado o tamanho do navio, o farol cobrou um pedágio de $ 1 750 do Great Eastern. Enfurecido com o tamanho do pedágio, o capitão desembarcou para solicitar a dispensa do pedágio, mas o governador de Halifax negou o pedido. Irritado com a recusa, o capitão e a liderança da companhia ordenaram que o navio retornasse à Grã-Bretanha imediatamente e, como tal, nenhum passageiro ou visitante foi recebido em Halifax.
Com o sucesso da engenharia, mas o fracasso financeiro da viagem de 1860, a empresa proprietária do navio tentou novamente tornar o Great Eastern lucrativo. `Partiu para Nova York em maio de 1861 (seu outro porto potencial, Baltimore, agora considerado muito arriscado devido à eclosão da Guerra Civil Americana), chegando ao porto com pouca fanfarra. Levando em uma carga de 5 000 toneladas de trigo em barril e 194 passageiros, partiu para Liverpool em 25 de maio, fazendo uma viagem sem intercorrências. Após seu retorno à Grã-Bretanha, foi anunciado que a empresa proprietária do navio havia sido contratada pelo British War Office para transportar 2 000 soldados para o Canadá, parte de uma demonstração de força para intimidar os Estados Unidos, que se armavam rapidamente. Depois de uma nova reforma para transportar tropas, o Great Eastern partiu da Grã-Bretanha para a cidade de Quebec carregando 2 144 soldados, 473 passageiros e 122 cavalos; de acordo com uma fonte, esse número de passageiros - quando combinado com a tripulação do Great Eastern de 400 - foi o maior número de pessoas a bordo de um único navio até aquele ponto da história. A viagem foi um sucesso e o navio chegou a Quebec, onde os navios da cidade demoraram dois dias para tirar os passageiros do navio. A travessia foi feita em tempo recorde, com duração de 8 dias e 6 horas. O design durável do Great Eastern foi elogiado pelos oficiais militares a bordo, mas logo após seu retorno à Grã-Bretanha, o War Office cancelou o contrato, e o navio voltou ao serviço regular de passageiros. Em setembro de 1861, o Great Eastern foi atingido por um grande furacão dois dias fora de Liverpool. O navio ficou preso na tempestade por três dias e sofreu grandes danos em seus sistemas de propulsão; suas duas rodas de remo foram arrancadas, suas velas arrancadas e seu leme dobrado a 200 graus e posteriormente rasgado pela única hélice do navio. Uma hélice foi instalada por Hamilton Towle (um engenheiro americano voltando da Áustria), permitindo que o navio se dirigisse para a Irlanda. Chegando em Queenstown (agora Cobh), Teve sua entrada negada no porto, pois temia-se que ventos fortes a fizessem destruir o ancoradouro; conseguiu a entrada três dias depois e foi rebocado pelo HMS Advice. A única vítima fatal do cruzeiro ocorreu no porto, quando um homem foi morto. Os danos causados pela tempestade e a perda de receita com a viagem totalizaram US$ 300 000.
O navio continuou um ciclo de cruzeiros sem intercorrências, carregamentos de carga e breves exposições do final de 1861 a meados de 1862. Em julho de 1862, o navio estava tendo seus primeiros lucros notáveis, transportando 500 passageiros e 8 000 toneladas de alimentos de Nova York a Liverpool, $ 225 000 e exigindo um retorno de apenas 11 dias. No entanto, conforme observado por fontes, os proprietários dos navios lutaram para sustentar essa lucratividade, pois estavam fortemente focados no serviço de passageiros de classe alta e média. Como tal, o navio não foi usado para transportar grandes grupos de imigrantes que viajavam para os Estados Unidos, nem tirou o máximo proveito em razão da grande retração na indústria norte-americana durante a Guerra Civil Americana.

### 1862-1884: Carreira posterior

#### Incidente noGreat EasternRock
Em 17 de agosto de 1862, o Great Eastern partiu de Liverpool para Nova York, transportando 820 passageiros e vários milhares de toneladas de carga - dado o tamanho de sua carga, estava puxando 9 metros (30 pés) de água. Depois de ultrapassar uma pequena tempestade, o navio se aproximou da costa de Nova York na noite de 27 de agosto. Ao passar por Montauk Point por volta das 2h00, o navio colidiu com uma rocha não mapeada (mais tarde chamada Great Eastern Rock) que ficava a cerca de 8 metros (26 pés) da superfície. A rocha perfurou o casco externo do navio, deixando um corte de 2,7 metros (9 pés) de largura e 25 metros (83 pés) de comprimento - foi calculado mais tarde que a rocha era grande o suficiente para entrar em contato com o casco interno, mas que o casco externo e reforços transversais impediram que o casco interno fosse rompido. A colisão foi notada pela tripulação, que adivinhou que o navio havia atingido um banco de areia instável e, após uma verificação do porão, o Great Eastern continuou em Nova York sem incidentes. Enquanto estava no porto, no entanto, percebeu-se que o navio havia adquirido uma leve inclinação para estibordo, e um mergulhador foi enviado para inspecionar o casco. Após vários dias de inspeção, o mergulhador relatou o enorme buraco no casco externo do navio, um grande problema, pois nenhuma doca seca do mundo poderia caber no navio. O casco do navio foi reparado por metalúrgicos em uma ensecadeira, mas custou à empresa $ 350 000 e atrasou o retorno do navio à Grã-Bretanha por vários meses. Faria mais uma viagem para Nova York e de volta em 1863 antes de ficar parada até 1864 devido a seus custos operacionais.
Em janeiro de 1864, foi anunciado que o navio seria leiloado. Durante o leilão, quatro membros do conselho de administração da empresa licitaram $ 125 000 pelo navio e ganharam, adquirindo assim o controlo pessoal do navio. O grupo então permitiu que a companhia marítima fosse à falência, separando assim o navio da agora extinta companhia de navegação e alienando muitos acionistas menores. O navio foi então terceirizado para Cyrus West Field, um financista americano, que pretendia usá-lo para instalar cabos subaquáticos. Logo surgiu uma tendência em que os armadores alugariam o Great Eastern em troca de ações em empresas de cabo, garantindo que se o Great Eastern conseguisse colocar cabos, o navio não lucrativo poderia ser pessoalmente lucrativo para seus proprietários.

#### Instalação de cabos
Em maio de 1865, o Great Eastern viajou para Sheerness para assumir a instalação do cabo telegráfico transatlântico. Em troca do uso do navio, seus proprietários queriam US$ 250 000 em ações da empresa de telégrafo, mas apenas na condição de que a instalação dos fios fosse bem-sucedida. Para acomodar os 22 450 quilômetros (13 950 milhas) de cabo que carregava. Em julho, o navio começou a colocar o cabo submarino perto da Ilha Valentia, seguindo gradualmente seu caminho para o oeste a uma velocidade de 11 km / h (6 kn). O esforço foi relativamente tranquilo por várias semanas, mas a extremidade do cabo foi perdida no meio do Atlântico em um acidente, forçando o navio a retornar em 1866 com uma nova linha. O primeiro oficial do navio, Robert Halpin, conseguiu localizar a extremidade do cabo perdido e o cabo não rompido chegou à costa em Heart's Content, Newfoundland em 27 de julho de 1866.
Halpin tornou-se capitão do Great Eastern, com o navio instalando cabos adicionais. No início de 1869, instalou uma série de cabos submarinos perto de Brest. Mais tarde naquele ano, foi equipada para instalar cabos submarinos no Oceano Índico; a maior parte das despesas da operação foi paga pelo governo britânico e pelos bancos na Índia. O Great Eastern partiu da Grã-Bretanha em dezembro de 1869, chegando a Bombaim (atual Mumbai) 83 dias depois para lançar sua primeira âncora de cabo. Após a sua chegada ao porto, o tamanho do Great Eastern gerou considerável interesse público, com o capitão oferecendo passagens para ver o navio por 2 rúpias cada, distribuindo os lucros para a tripulação. Partindo de Bombaim antes do início da temporada das monções, seguiu para o norte para instalar um cabo entre Bombaim e Aden. De Aden, colocou outro cabo para a ilha de Jabal al-Tair, onde um segundo navio se encontrou para pegar o cabo até Suez e depois para Alexandria.

#### Preocupações com o Canal de Suez
O Canal de Suez, inaugurado em 1869, foi um revés para o navio: o navio era largo demais para o canal e, dando a volta na África, não conseguiria competir com os navios que pudessem usar o canal. Um famoso navegador árabe propôs levar o navio pelo canal, mas isso nunca foi tentado.

### 1885-1890: Últimos anos
No final de sua carreira de instalação de cabos - acelerada pelo lançamento do CS Faraday, um navio construído especialmente para instalação de cabos - foi reformado como um transatlântico, mas mais uma vez os esforços para torná-la um sucesso comercial falharam. Permaneceu atracado no porto de Milford por algum tempo, incomodando o conselho do porto de Milford, que queria construir estaleiros na área. Muitas propostas para o navio foram levantadas. Durante seus 11 anos atracados em Milford, acumulou uma grande quantidade de incrustação biológica em seu casco. O primeiro naturalista marinho Henry Lee (mais conhecido na época por seu ceticismo em relação aos monstros marinhos) conduziu um extenso estudo de seu casco, calculando que tinha cerca de 300 toneladas de vida marinha anexado. Foi vendido em um leilão no Lloyd's em 4 de novembro de 1885, por ordem do Tribunal de Chancelaria. A licitação começou em £ 10 000, subindo para £ 26 200 e vendido para o Sr. Mattos, um comerciante da cidade.
Vendido novamente, foi usada como um showboat, um palácio / sala de concertos flutuante e ginásio. Mais tarde, agiu como um açambarcador de publicidade - navegando para cima e para baixo no Mersey para a loja de departamentos Lewis, que naquele momento eram seus proprietários, antes de serem vendidos. A ideia era atrair pessoas para a loja usando-a como uma atração flutuante para o visitante. Em 1886 foi para Liverpool para a Exposição de Liverpool de 1886 - durante o trânsito, bateu e danificou gravemente um de seus rebocadores, o último dos 10 navios que danificaria ou afundaria. Vendido novamente após a exposição, uma empresa considerou usá-la para levantar naufrágios rasos, enquanto um humorista sugeriu que o Great Eastern deveria ser usado para ajudar a cavar o canal do Panamá, jogando-a no istmo. Foi, novamente, vendido em um leilão em 1888, trazendo £ 16 000 por seu valor como sucata. Muitas peças do navio foram compradas por colecionadores particulares, ex-passageiros e amigos da tripulação - várias luminárias, lâmpadas, móveis, painéis e outros artefatos foram mantidos. Partes do Great Eastern foram reaproveitadas para outros usos.
Um dos primeiros exemplos de desmantelamento de uma estrutura com o uso de uma bola de demolição, foi demolido em New Ferry no rio Mersey por Henry Bath & Son Ltd em 1889-1890 - levou 18 meses para desmontá-lo.